# فریبرز صالح
فریبرز صالح (زاده ۱۳۲۳ تهران - درگذشته ۱ بهمن ۱۳۹۴ تهران) کارگردان و فیلمنامه‌نویس اهل ایران بود.

## زندگی
اسماعیل فریبرز صالح فعالیت سینمایی را از سال ۱۳۴۷ با بازی در فیلم کشتی نوح به کارگردانی خسرو پرویزی آغاز کرد مدتی نیز به کار دوبلهٔ فیلم اشتغال داشت در سال ۱۳۴۹ به انگلستان رفت و در زمینهٔ سینما مطالعه و تحصیل کرد که سه فیلم کوتاه حاصل این دوره بود.
در سال ۱۳۵۱ به ایران بازگشت و پس از ساختن فیلم کوتاه "کتیبه" براساس شعری از مهدی اخوان ثالث، وی یک فیلم آموزشی برای تلویزیون مجددا به خارج از کشور سفر کرد. پس از بازگشت از این سفر در سال ۱۳۵۳ در تلویزیون ملی ایران مشغول به کار شد. وی در سال ۱۳۵۶ پنج قسمت از سریال چنگک و فیلم بلندی به نام دام نامرئی ساخت.

## درگذشت
آیدین صالح، فرزند فریبرز صالح در گفتگویی اعلام نمود:
پدرم که سال‌ها ساکن شهری در شمال کشور بود، در مراجعت به تهران به‌دلیل هوای بد دچار مشکل تنفسی شد و صبح امروز پنجشنبه ۱ بهمن ۱۳۹۴ در بیمارستان در سن ۷۱ سالگی درگذشت.

## فیلم‌شناسی

### کارگردان
- شیخ مفید (۱۳۷۳) با همکاری سیروس مقدم
- مرگ پلنگ (۱۳۶۸)
- سفیر (۱۳۶۱)
- دام نامرئی (۱۳۵۷)[۴]
- کتیبه (۱۳۵۱) فیلم کوتاه

### گروه کارگردانی
- به امید دیدار (۱۳۵۴) مستند

### مجموعه تلویزیونی
- خاک تابان (۱۳۸۴)[۵]
- شیخ مفید (۱۳۷۳) پس از کارگردانی ۶۰۰ دقیقه، کناره‌گیری کرد و سیروس مقدم کار را ادامه داد ولی به علت نداشتن دانش کافی برای ساخت یک چنین سریال بزرگی از کارگردانی این سریال برکنار شد و تلویزیون مجدداً از صالح تقاضای ادامه کار را کرد
- چنگک (۱۳۵۶)

### نویسنده
- مرگ پلنگ (۱۳۶۸)
- سفیر (۱۳۶۱) با همکاری کیهان رهگذار

### فیلم کوتاه
- دانشکده خلبانی
- کتیبه (۱۳۵۱) فیلم کوتاه

### بازیگر
- کشتی نوح (۱۳۴۷)